# تل أباد
تل‌ أباد هي قرية في مقاطعة كاشمر، إيران. عدد سكان هذه القرية هو 620 في سنة 2006.